# Trzebiesławice Stare
Trzebiesławice Stare – część wsi Trzebiesławice w Polsce, położona w województwie świętokrzyskim, w powiecie sandomierskim, w gminie Łoniów. Wchodzi w skład sołectwa Trzebiesławice.
W latach 1975–1998 Trzebiesławice Stare administracyjnie należały do województwa tarnobrzeskiego.